# Żeglarstwo na Światowych Wojskowych Igrzyskach Sportowych 2007

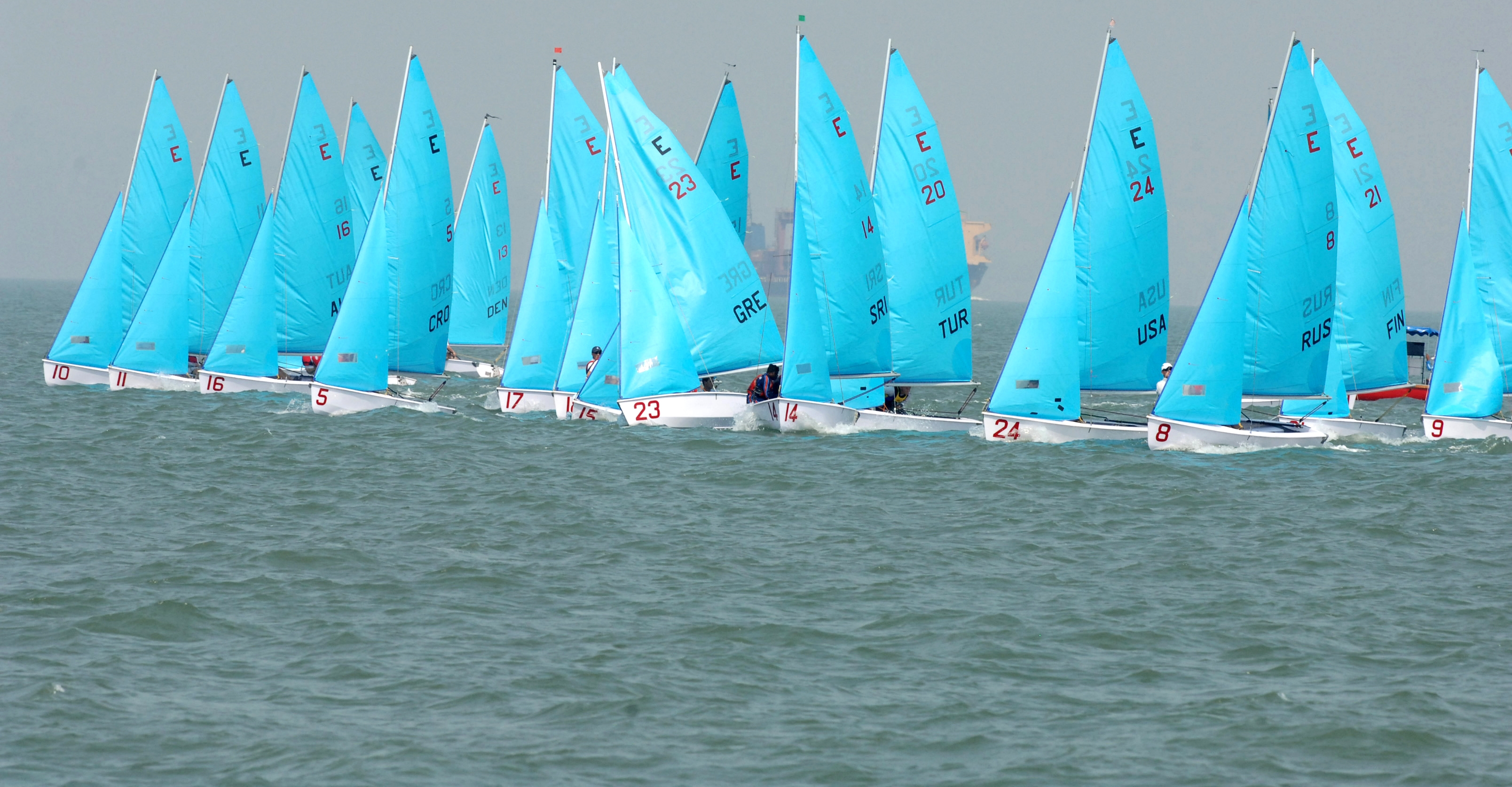
Munbai – regaty 2007 (MWG).

Żeglarstwo na 4. Światowych Wojskowych Igrzyskach Sportowych rozgrywane było w dniach 16–19 października 2007 roku, które były organizowane przez CISM dla sportowców-żołnierzy podczas światowych igrzyskach wojskowych. Regaty zostały przeprowadzone na obiektach w Munbai. Polska załoga zajęła 10 miejsce.
Regaty były równocześnie traktowane jako 41 Wojskowe Mistrzostwa Świata w żeglarstwie.

## Harmonogram
| Październik 2007 | 14 | 15 | 16 | 17 | 18 | 19 | 20 | 21 |
| ---------------- | -- | -- | -- | -- | -- | -- | -- | -- |
| Żeglarstwo       |    |    |    |    |    | F  |    |    |

Legenda
|  | Dzień zawodów |  | Finały (F) |

## Klasyfikacja końcowa
| Miejsce | Reprezentacja     | Zawodnicy                             |
| ------- | ----------------- | ------------------------------------- |
| złoto   | Indie             | G. L. Yadav R. Mahesh                 |
| srebro  | Francja           | Nicolas Pauchet Billy Besson          |
| brąz    | Hiszpania         | Javier Soto Loureiro Jose Medina Ruiz |
| 4       | Finlandia         | Anttila Teemu Tamminen Sami           |
| 5       | Rosja             | A. Kiryluk A. Kryłow                  |
| 6       | Niemcy            | S. Tobias H. Seelig                   |
| 7       | Norwegia          | B. Pal J. Anders                      |
| 8       | Grecja            | E. Vasileois G. Aleksandrus           |
| 9       | Turcja            | Ahmed Koroglu Kerim Dogan             |
| 10      | Polska            | I. Kamiński W. Myśliwiec              |
| 11      | Austria           |                                       |
| 12      | Ukraina           |                                       |
| 13      | Sri Lanka         |                                       |
| 14      | Szwecja           |                                       |
| 15      | Włochy            |                                       |
| 16      | Stany Zjednoczone |                                       |
| 17      | Południowa Afryka |                                       |
| 18      | Katar             |                                       |
| 19      | Dania             |                                       |
| 20      | Argentyna         |                                       |
| 21      | Chorwacja         |                                       |
| 22      | Kanada            |                                       |
| 23      | Bułgaria          |                                       |
| 24      | Słowenia          |                                       |
| 25      | Urugwaj           |                                       |

Źródło.